# Colle Ameno

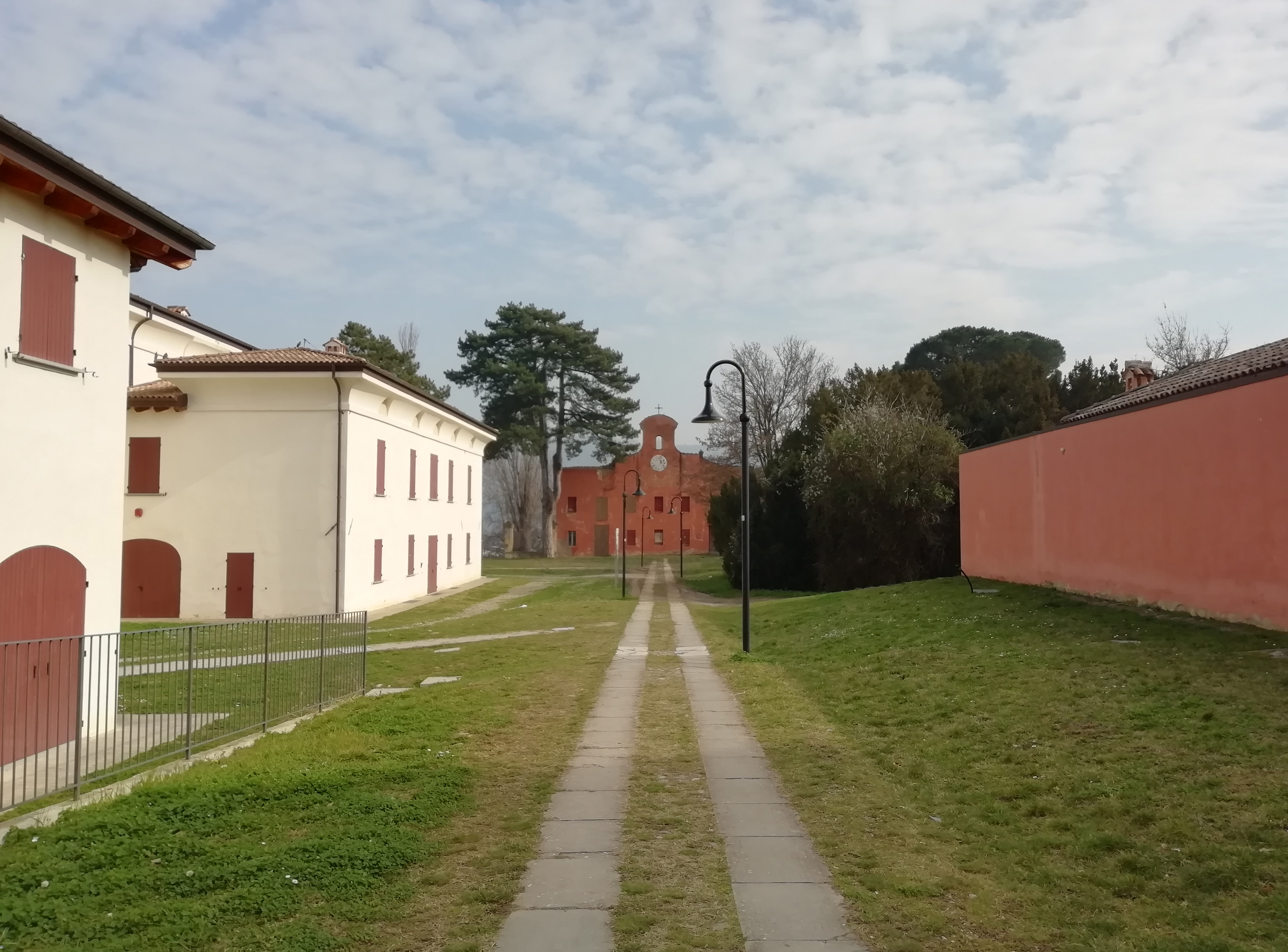
Colle Ameno

Colle Ameno è una località del comune di Sasso Marconi, nella Città metropolitana di Bologna.

## Storia
Il toponimo si riferisce alla particolare posizione del luogo, situato tra le prime colline appenniniche e la pianura alluvionale del fiume Reno.
Il borgo fu fatto costruire nel secolo XVIII dall'illuminista Filippo Ghisilieri, membro della nobile famiglia senatoria. Aveva la forma di castello, con una cinta muraria che circondava il palazzo, racchiudendo abitazioni e botteghe. È uno dei pochi esempi di architettura illuministica bolognese.
Un nucleo preesistente era composta da Villa Davia (risalente al XVII secolo), nei pressi della quale sorgevano alcune botteghe. L'idea del Ghisilieri era quella di trasformare il nucleo esistente della villa in un vero e proprio borgo ideale. Nel Settecento il borgo era famoso oltre che per le botteghe anche per le feste e attività artistiche che vi si tenevano. In particolare era nota una fabbrica di maioliche, caratterizzate da una tipica decorazione in monocromia azzurra.
Oltre alla villa, alle botteghe e alla fabbrica di maiolica il progetto di borgo ideale del Ghisilieri comprendeva anche un ospedale, una biblioteca e un piccolo teatro. Alcune tracce del giardino settecentesco sono ancora visibili, anche se la maggior parte degli alberi sono recenti.
Nel XIX secolo nel borgo era anche collocata la dogana, posta per controllare le merci che venivano trasportate dal Granducato di Toscana verso lo Stato pontificio.
Durante la seconda guerra mondiale, agli inizi del 1944, il borgo divenne una base dell'esercito tedesco, che ospitava anche un ospedale da campo. Dal 6 ottobre al 23 dicembre 1944 vennero ospitati presso il campo anche centinaia di prigionieri italiani, in attesa del trasferimento verso i campi di prigionia e di lavoro in Germania. Tra questi vi furono anche alcuni dei superstiti della strage di Monte Sole. Il borgo fu teatro anche di fucilazioni, al termine del conflitto vennero ritrovati circa 50 cadaveri mai sepolti. 

## Galleria d'immagini

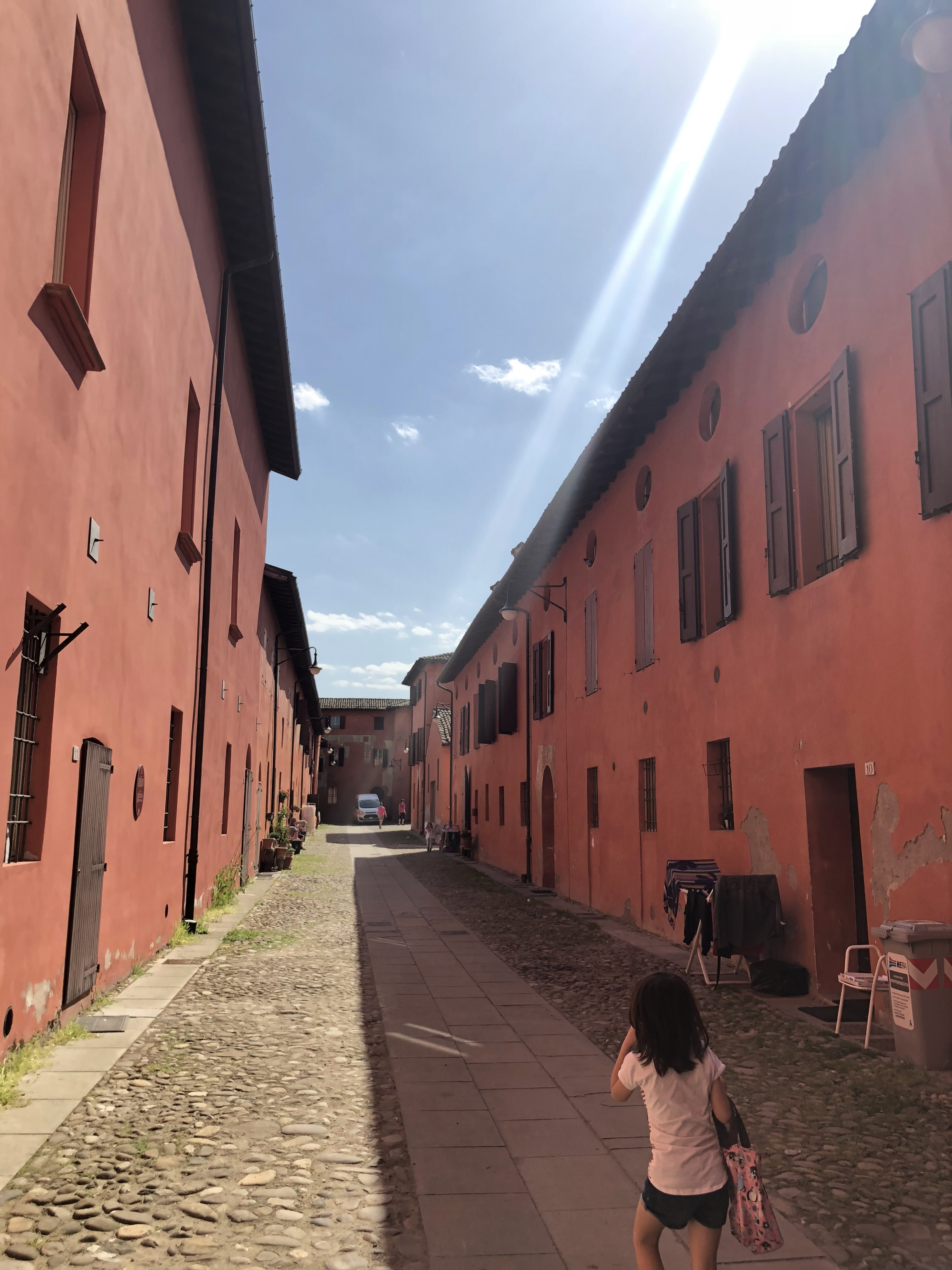
Vista delle botteghe
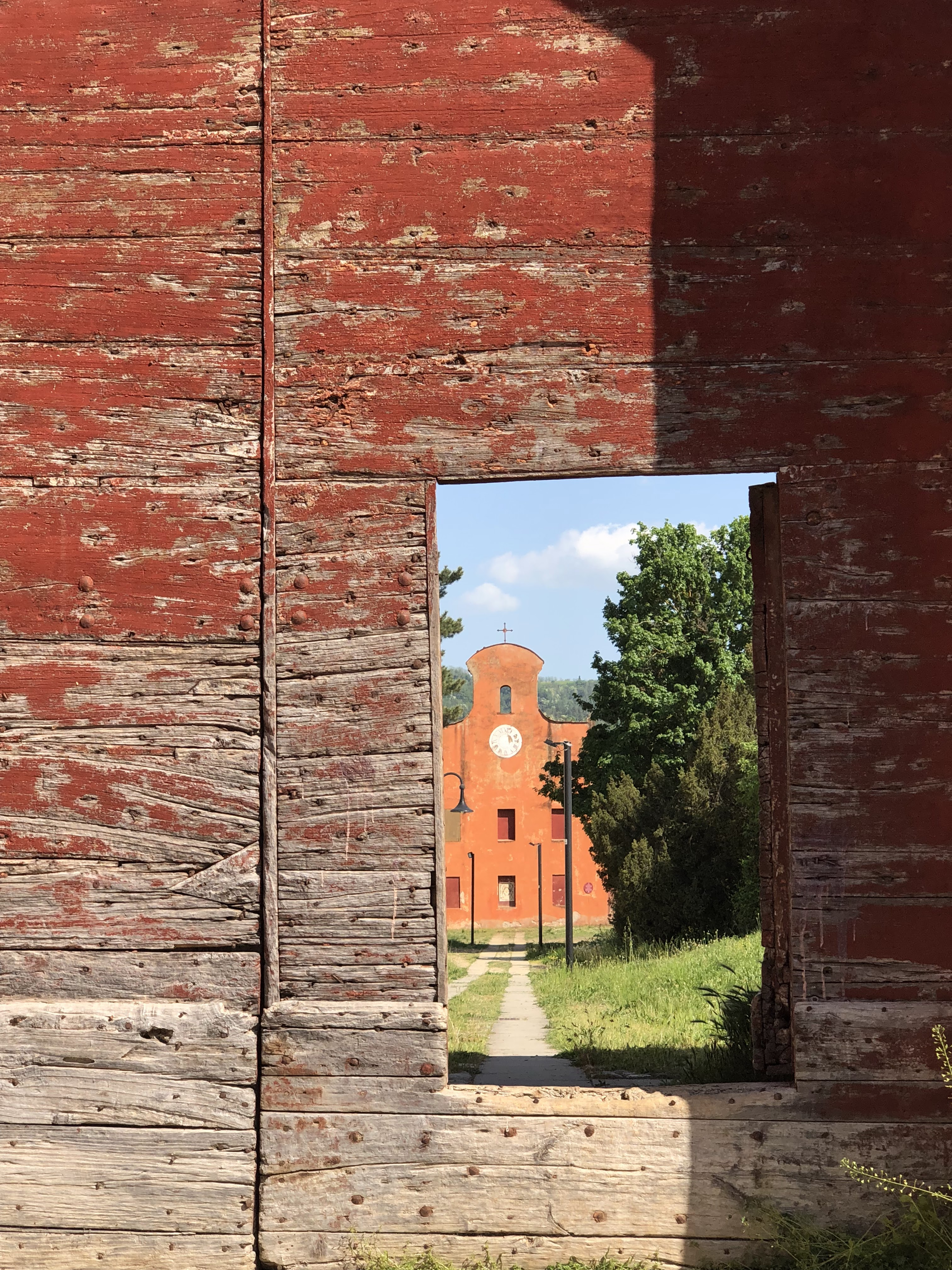
Resti della villa
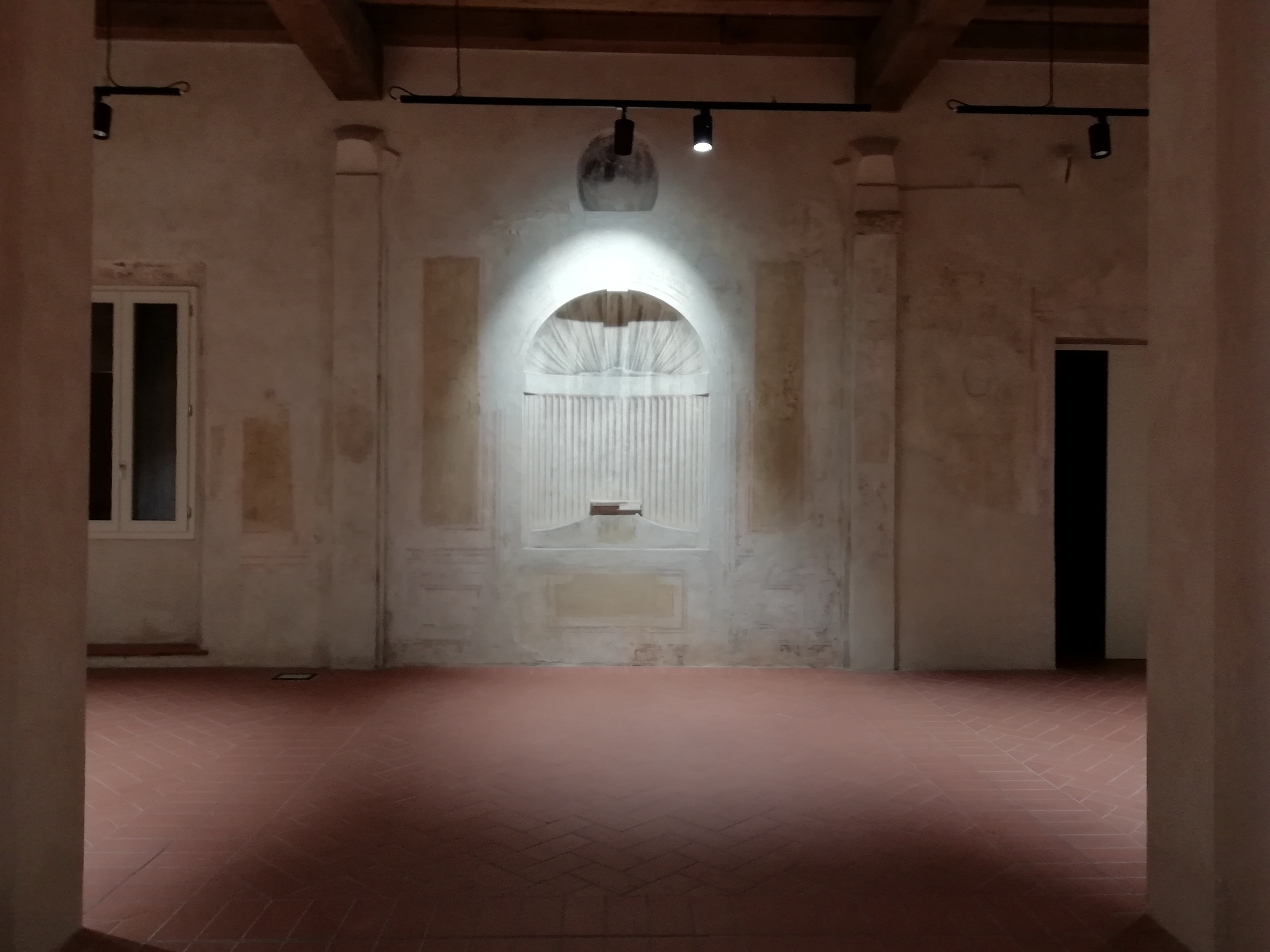
Interno della villa decorata da Mauro Aldrovandini (1649-1680) e Antonio Bonetti
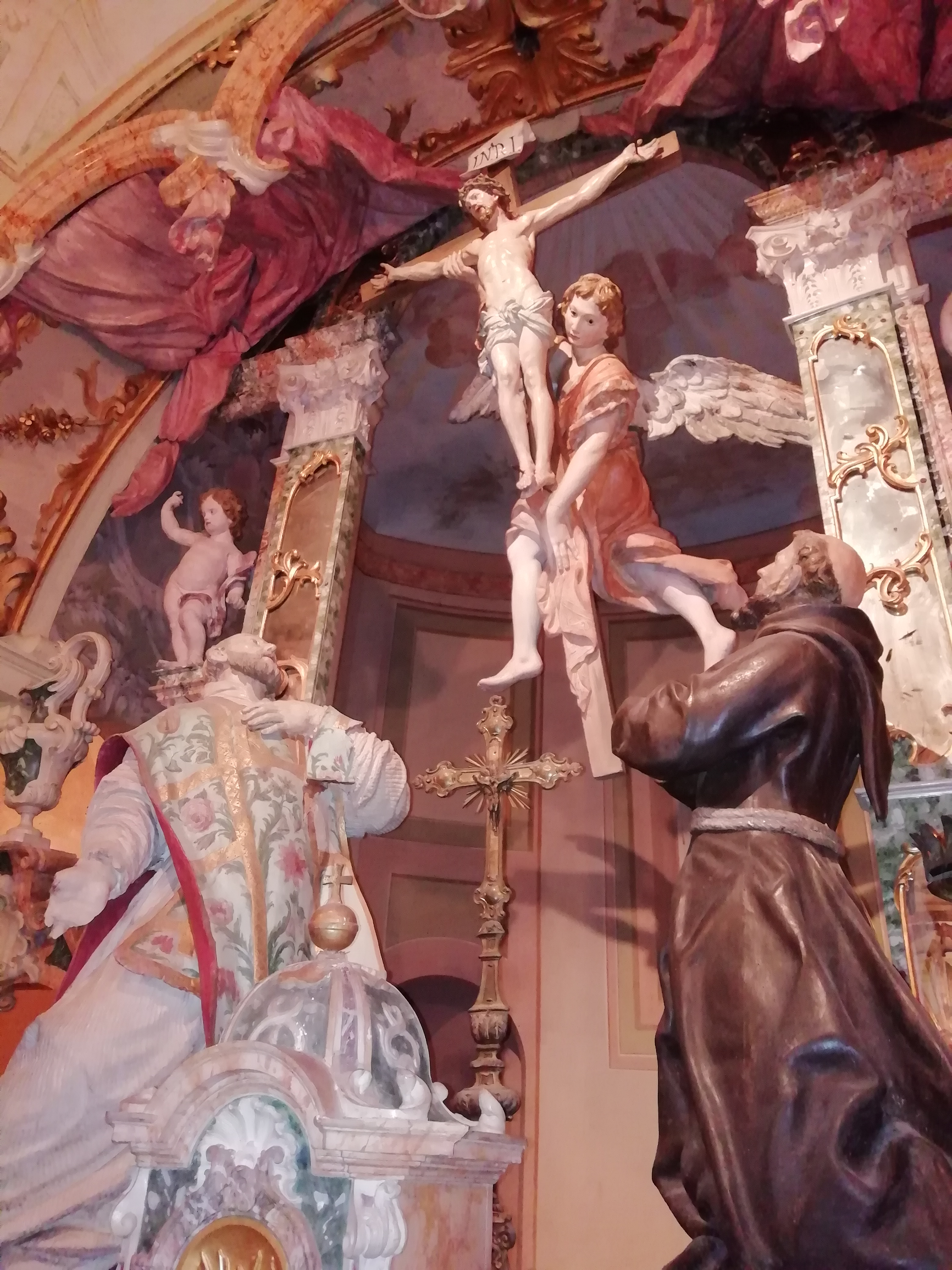
Altare dell'Oratorio di Sant'Antonio da Padova e San Pio V Ghisilieri, con stucchi e sculture di Angelo Piò
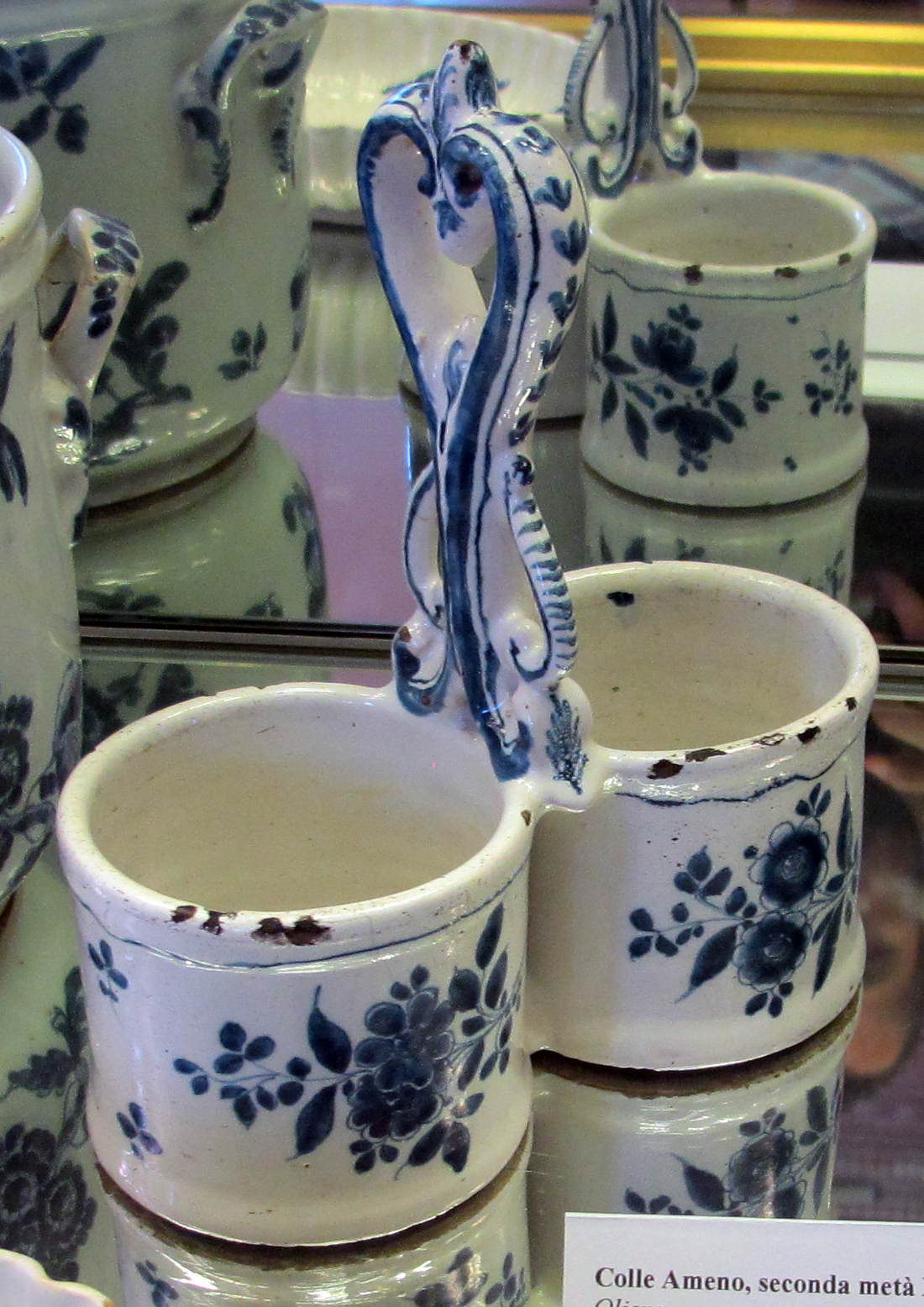
Maiolica del Colle Ameno
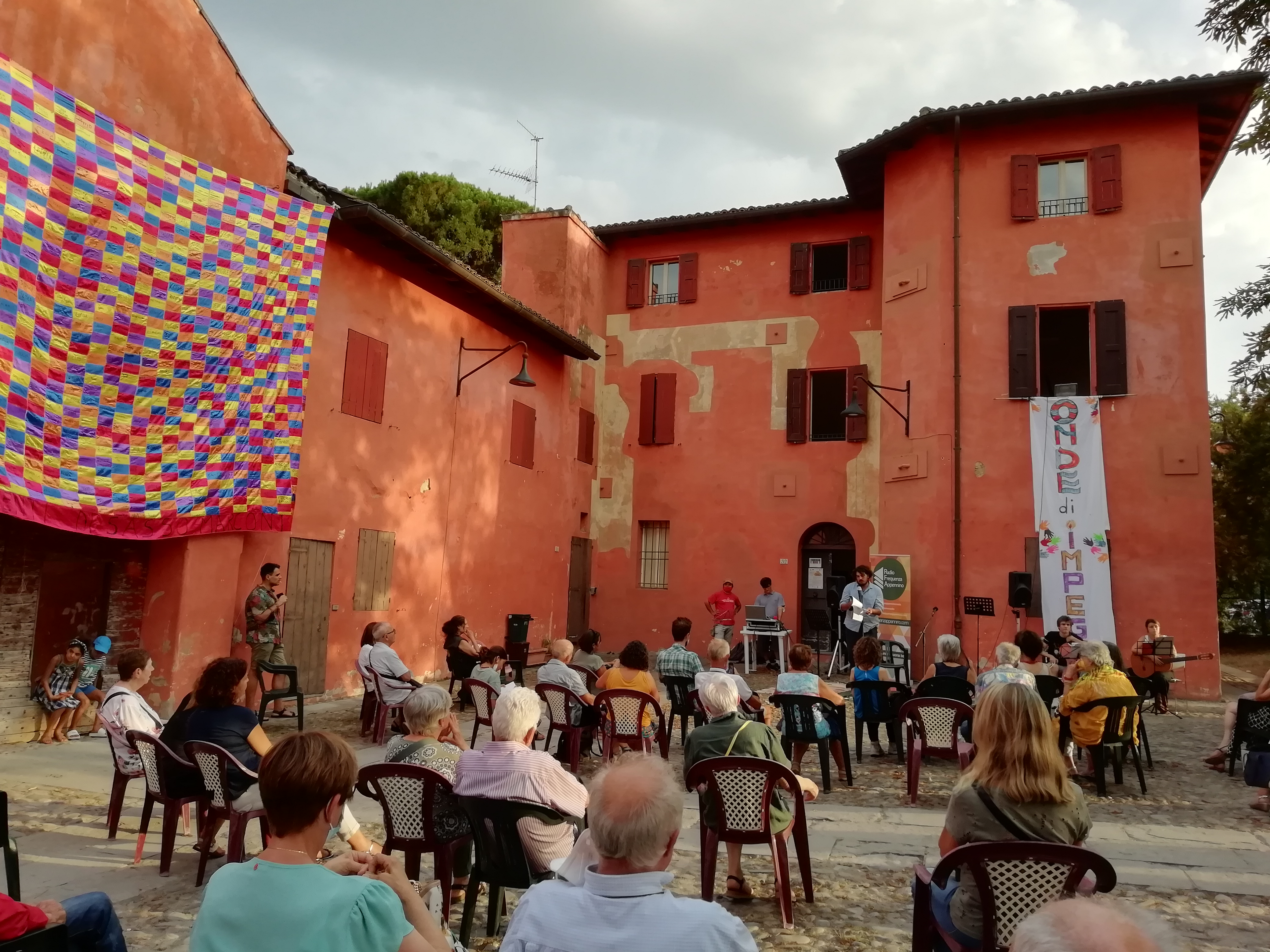
Un evento a Colle Ameno in occasione della Pastasciutta antifascista per l'anniversario della caduta del Fascismo